# Герб на Ирак
Гербът на Ирак е един от официалните символи на Република Ирак. Представлява златисто-черен орел (т.н. Саладинов орел, символ на панарабизма). На гърдите си орелът има щит с националното знаме, а с краката си придържа лента с надпис جمهورية العراق (в превод от арабски:Република Ирак).

## Исторически гербове
- Герб на Кралство Ирак от 1921 до 1958
- Герб на Ирак от 1959 до 1965
- Герб на Ирак от 1965 до 1991
- Герб на Ирак от 1991 до 2004
- Герб на Ирак от 2004 до 2008